# Naum Veqilharxhi
Naum Veqilharxhi, 1767–1846, var den första ideologen i den albanska nationalrörelsen.